# Elisabet de Schönau

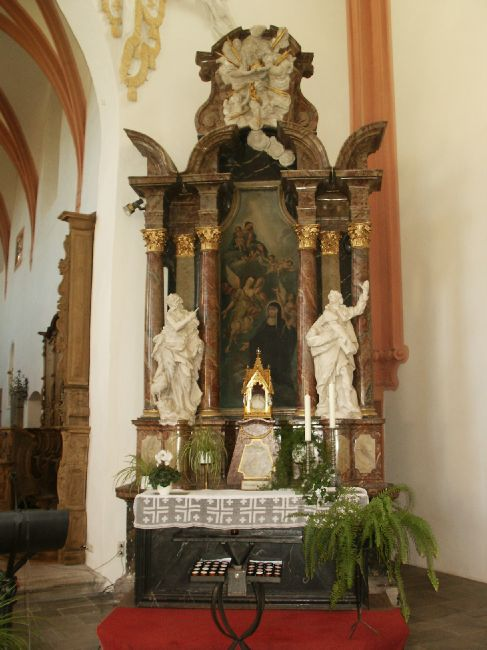
Altar de Santa Elisabet de Schönau -amb el reliquiari amb el seu crani- en el monestir de Sant Florin, Kloster Schönau im Taunus.

Elisabet de Schönau   (Colònia, 1129 - Abadia de Schönau, 19 de juny de 1164) fou una mística benedictina alemanya. Quan es van publicar els seus escrits, el títol de "Santa" va ser afegit al seu nom. Mai va ser canonitzada, però en 1584 el seu nom va ser inclòs en el Martirologi romà i hi ha romàs. Se'n celebra la festa el 18 de juny.

## Biografia
Elisabet va néixer al voltant de l'any 1129, en una família d'orígens foscos, cognomenada Hartwig i va ser educada en el monestir doble de Schönau a Nassau i va professar com benedictina l'any 1147. En 1157 es va convertir en abadessa de les monges sota la supervisió de l'abat Hildelin. F.W.E. Roth assenyala que al segle xii només les dones de llinatge noble eren promocionades a càrrecs espirituals en l'orde benedictí; sembla probable que Elisabet fora de noble bressol.
La seva hagiografia la descriu com lliurada a obres de pietat des de la seva joventut, molt afectada pel sofriment físic i psíquic, una gelosa complidora de la Regla de Sant Benet i de la reglamentació del convent, i devota a l'hora de practicar la mortificació. En els anys 1147 a 1152 Elisabet va patir malalties recurrents, ansietat i depressió com a resultat del seu estricte ascetisme. Hildegarda de Bingen va advertir-la per carta que fos prudent en la seva vida ascètica.
En 1152, Elisabet va començar a experimentar visions extàtiques de diversos tipus. Generalment li ocorria els diumenges i les festes de guardar en missa, durant els oficis o després de sentir les vides dels sants. Explicava que Crist, la Mare de Déu, un àngel, o el sant especial del dia se li apareixien i li donaven ordres, o que ella veuria representacions bastant realistes de la Passió, la Resurrecció i l'Ascensió, o altres escenes de l'Antic i el Nou Testament.
Morí el 18 de juny de 1164 i va ser enterrada a l'església abacial de Sant Florí.

## Obres
Elisabet va escriure sobre tauletes de cera el que deia que veia i sentia. El seu abat, Hildelin, li va dir que expliqués aquestes coses al seu germà Egbert -o Eckebert-, en aquells dies sacerdot a l'església de Bonn, que va actuar com un editor. Al principi ella va dubtar, tement que s'enganyés a si mateixa o la veiessin com una mentidera; però va obeir. Egbert -qui es va convertir en monjo de Schönau en 1155 i amb el temps va succeir a Hildelin com a segon abat- ho va posar tot per escrit, més tard va organitzar el material al seu gust i després ho va publicar sota el nom de la seva germana. Els esdeveniments del primer llibre haurien ocorregut abans que Hildelin intervingués i li digués que ho posés per escrit, mentre que les coses de llibres més tardanes serien posteriors en el temps i haurien ocorregut quan Elisabet ja començava a escriure.
Així es van crear tres llibres de Visions. El primer està escrit en llenguatge molt simple i estil gens afectat. Els altres dos més elaborats i plens de terminologia teològica.
- Liber viarum Dei. Sembla ser una imitació del Scivias (scire vias Domini) d'Hildegarda de Bingen, la seva amiga i corresponsal. Conté advertiments per a totes les classes socials, des dels clergues als laics, als casats i als solters. La influència d'Egbert és evident. Murmura amenaces profètiques de judici contra els sacerdots que no fossin fidels ovelles del ramat de Crist, contra l'avarícia i la mundanitat dels monjos que només llueixen el vestit de la pobresa i el sacrifici personal, contra els vicis dels laics i contra els bisbes i els superiors que no compleixen amb el seu deure; urgeix a tots a combatre l'heretgia dels càtars; declara que Víctor IV, l'antipapa recolzat per Frederic I contra el papa Alexandre III, com un dels triats per Déu. Tot això apareix en els propis escrits d'Egbert.
- La revelació del martiri de Santa Úrsula i els seus companys. Està plena d'exageracions fantàstiques i anacronismes però s'ha convertit en el fonament de posteriors llegendes sobre Úrsula.

El primer diari s'obre amb un relat del dimoni apareixent-se en diverses formes per turmentar-la. Va escriure moltes suposades converses entre ella i els sants, Maria, el seu àngel guardià i ocasionalment amb el mateix Déu.
Una certa ocasió de frustració i por religiós va escriure una experiència que suposadament va tenir durant la missa dominical quan es commemorava a la Verge, quan ella va veure en els cels "una imatge d'una dona real, romanent al capdamunt, vestida de blanc i embolicada en un mantell porpra". La dama llavors es va apropar a Elisabet i la va beneir amb el signe de la creu i li va assegurar que no resultaria danyada per les coses que temia. Després de rebre la comunió en missa, va entrar en un tràngol místic i va tenir una altra visió, declarant que "Vaig veure a la nostra Senyora en peus al costat de l'altar, en una vestimenta com casulla de capellà i tenia una corona gloriosa". En el seu tercer text, presenta a Maria actuant com a intercessora per contenir la ira del seu Fill perquè no castigués al món pels seus pecats.
Les seves obres es troben en el volum 195 de la Patrologia Llatina.

## Importància

### Veneració
A causa que el poble aviat la va venerar com a santa, els seus ossos van ser traslladats entre 1420 i 1430 a una capella especial. Aquesta capella es va veure destruïda per un gran foc que va sofrir l'abadia de Schönau en 1723 i no va ser reconstruïda.
Durant la Guerra dels Trenta Anys els soldats suecs i de Hessen van atacar el monestir de Schönau. Els suecs van expulsar els monjos, van saquejar el monestir, van trencar la tomba d'Elisabet i van dispersar els seus ossos. Només va quedar el crani. Ara es conserva en un reliquiari en el costat dret de l'altar de l'església.
La parròquia del monestir de Sant Florin Schönau anualment celebra el tradicional Elisabethen-Fest el diumenge posterior al 18 de juny.

### Reputació
Hi ha gran diversitat d'opinions en relació amb les seves revelacions. L'Església mai ha dictat sentència respecte a elles ni tan sols les ha examinat. La pròpia Elisabet estava convençuda dels seus poders sobrenaturals, com afirma en una carta a Hildegarda. El seu germà sostenia la mateixa opinió. Tritemius considera que era genuïna; Eusebi Amort (De revelationibus visionibus et apparitionibus privatis regulae tutae, etc., Augsburg, 1744) considera que només eren obra de la imaginació d'Elisabet, o il·lusions del dimoni, ja que algunes coses no coincidien amb la història i altres revelacions (Acta Sanctorum, octubre, IX, 81).

## Traduccions
- Edició completa de les seves obres en llatí, per Ferdinand Wilhelm Emil Roth (Brunn, 1884).
- En anglès, els seus escrits estan disponibles com a Elisabeth of Schönau: The complete works, traduïts i editats per Anne L. Clark; prefaci de Bàrbara Newman, (Nova York: Paulist Press, 2000)
- Traducció alemanya: Peter Dinzelbacher, Die Werke der Heiligen Elisabeth von Schönau, Verlag Ferdinand Schöningh, 2006, 188 pàgines, ISBN  3-506-72937-3
- S'han publicat traduccions a l'italià (Venècia, 1859), al francès (Tournai, 1864), i a l'islandès (1226–1254).